# Pentarou
Pentarou, o también llamado Pentaro, es el nombre del pingüino azul que aparece en numerosos videojuegos de Konami, como un personaje principal o como una mascota en los menús y pantallas intermedias de los videojuegos. Originalmente era llamado Penguin y posteriormente Penta, siendo el protagonista del juego Antarctic Adventure de 1983 y sus secuelas. A partir de Parodius Da! fue reemplazado por su hijo Pentarou, quien ocupa su rol desde entonces. Penta y Pentarou generalmente son considerados como un mismo personaje, debido a su parecido y la dificultad para distinguirlos. 

## Información general
Pentarou (ペン太郎, ペンタロウ pentarō?) 
es un pingüino gordo de color azul que vive en la Antártida, tiene 12 años (la edad de los pingüinos llega hasta los 15/20 años), le gusta mucho el pescado y odia los pulpos. Es el hijo del pingüino Penta.
La primera aparición de Penta, llamado simplemente Penguin (pingüino en inglés) en sus inicios, fue en el clásico juego Antarctic Adventure en donde debía correr a lo largo de todas las divisiones geográficas del Continente Antártico. Posteriormente tuvo una corta carrera como jugador de tenis de mesa, en Konami's Ping Pong. En el juego Penguin Adventure, conoció a su novia, una pingüina rosa llamada Penguette. Penta finalmente acabó detrás de un escritorio en un monótono trabajo de oficina, en donde desarrolló problemas de sobrepeso que puso en riesgo su relación. En Yume Penguin Monogatari, su novia no soporta verlo obeso y comienza a salir con otro pingüino llamado Ginji. Penta finalmente resuelve sus problemas, conquista a Penguette y ambos tienen un hijo llamado Pentarou (Tarou es un nombre de niño muy común usado con frecuencia en los cuentos japoneses).
Pentarou aparece por primera vez en Parodius Da!, es un pingüino idéntico a su padre y que ocupa su mismo rol a modo de reemplazo. En los juegos de la saga Parodius aparece vistiendo un chaleco de guerra y usando un rifle de asalto. En Gokujou Parodius, aparece la novia de Pentarou, llamada Hanako ("pequeña flor" en japonés). Hanako es una pingüina de color rojo y con un listón amarillo en la cabeza con habilidades y aspecto muy similar a Pentarou.
Además de Pentarou, en las sagas Parodius y Otomedius aparecen un ejército de pingüinos enemigos azules y rosados que son idénticos a Penta y Penguette respectivamente, constituyendo una especie de homenaje de Konami a su antiguo Antarctic Adventure. En Gokujou Parodius además aparece el líder de estos enemigos llamado Pentaro X, este es un pingüino gigante y robótico con habilidades de mecha, pero a pesar de su nombre no parece estar relacionado con Pentarou.

## Atributos y habilidades
Pentarou es un pingüino ordinario, con movimientos torpes y pesados aunque con gran habilidad para correr. En la saga Parodius, pasa a ser controlado como una nave de combate (emulando al juego Gradius) por lo que puede volar libremente y disparar balas con una ametralladora. Estas son sus habilidades:

### En la saga Antarctic Adventure
- Movimientos básicos: Penta puede correr a gran velocidad mientras el jugador controla sus pasos. Cuenta con un pequeño salto que le sirve para evadir huecos.
- Vuelo: Cuando consigue el ítem de la bandera, Penta adquiere un gorrito con hélice que le permite volar muy bajo por tiempo limitado.
- Patada: En Yume Penguin Monogatari, el principal ataque de Penta son cortas patadas, aunque son muy efectivas tienen un rango de ataque demasiado corto.
- Carnada en Manos: En Tsurikko Penta y Penta no Tsuri Bouken, Penta usa sus manos que tiene la caña de pesca y los lanza.

### En la saga Parodius
En los juegos de Parodius, Pentarou cuenta con un disparo de balas como ataque inicial, luego se le pueden ir sumando mejoras:
- Speed Up: Aumenta la velocidad de Penta.
- Photon Missile: Deja caer torpedos con forma de pescado, que viajan por el suelo y causan una pequeña explosión al impactar con el enemigo.
- Double: Cambia el disparo común por un tiro doble, que ataca hacia delante y en diagonal hacia arriba.
- Spread Gun: Cambia el disparo común por unos misiles que se dispersan hacia delante y causan una pequeña pero poderosa explosión al impactar.
- Option: Añade un mini-pingüino aliado que replica los disparos de Pentarou. Se pueden añadir hasta cuatro.
- Bubble: Una gran burbuja que envuelve a Pentarou y lo protege como un escudo. Resiste varios impactos, que le van encogiendo hasta que revienta.

## Apariciones en videojuegos

### Saga Antarctic Adventure
Penta es el protagonista de los diferentes juegos de la saga Antarctic Adventure.
- Antarctic Adventure (1983 - MSX, NES, Game Boy, Móvil): Un clásico juego de velocidad en donde Penta, aquí llamado Penguin, debe correr a lo largo de todas las regiones de la Antártida. En cada nivel debe evadir huecos y leones marinos que tratan de retrasarlo, ya que hay un límite de tiempo para llegar a la meta.[4]

- Penguin Adventure (1986 - MSX, Móvil): Este juego repite el esquema básico del anterior pero con muchas elementos agregados como una historia, variedad en los niveles y la posibilidad de comprar de ítems en tiendas como en los juegos de aventuras. La historia cuenta que Penta debe apresurarse y correr para obtener una manzana mágica que curará a la princesa Penguette, quien se convertirá en su novia en futuros juegos.

### Otros títulos relacionados
- Yume Penguin Monogatari (1991 - Famicom): Un singular juego de plataformas en donde Penta corre una dura maratón para recuperar el amor de Penguette. El protagonista ha estado comiendo demasiado y se ha vuelto muy gordo y perezoso, su novia se cansa y comienza a salir con un pingüino llamado Ginji, solo superando la gran carrera contra el tiempo Penta podrá ganar. En este juego la comida es perjudicial, si Penta recibe un ítem de comida engorda y se pone más lento y pesado, mientras que si consigue ítems para adelgazar mejora sus habilidades, e incluso si llega al físico óptimo se hace invulnerable. También hay varios segmentos del tipo Shoot'em Up con vista lateral en donde Penta pilotea un avión.[5]

- Tsurikko Penta (1991 - Arcade): Un juego de feria que tiene como protagonista a Penta en un día de pesca, el objetivo es tratar de sacar los mejores ejemplares.[6]

- Balloon Penta (1996 - Arcade): Juego de feria que tiene como protagonista a Penta reventando globos para tratar de sumar puntos.[7]

- Imo Hori Penta (1997 - Medal Game): Penta aparece como entrega de papas.

- Kekkyoku Nankyoku Daibōken Taisen-ban (2003 - Móvil): Un juego móvil como lineadas que protagoniza a Penta, que es Parte de Konami Taisen Colosseum.[8]

- Penta no Tsuri Bouken DX (2004 - teléfonos móviles): Un convencional videojuego de pesca protagonizado por Penta en donde recorre distintos lagos en busca de los mejores ejemplares.[9]

### Saga Parodius
- Parodius (1988 - MSX, teléfonos móviles, Consola Virtual de Wii): Penguin aparece como uno de los cinco guerreros espaciales seleccionables. Tiene un sistema de ataques propio de la saga Gradius, sus "options" son pingüinos aliados, su escudo es una sombrilla que lo protege hacia delante y sus misiles son excrementos con patas que corren por el suelo. El manual del juego reconoce por primera vez a Penguette como novia del personaje.

- Parodius Da! (1990 - Arcade, Multiplataforma): Esta es la primera aparición del personaje con el nombre de Pentarou, aparentemente es el hijo del antiguo Penguin, incluso en el nivel del cementerio se puede encontrar la tumba de Penta. Pentarou es uno de los guerreros espaciales seleccionables por el jugador, su estilo de armas se asemeja al de Vic Viper en Gradius III. A diferencia del primer Parodius, su escudo es una burbuja y sus misiles son pescados que caen y recorren el suelo hasta impactar con el enemigo.[10]

- Gokujo Parodius (1994 - Arcade, SNES, PSP): Pentarou regresa como uno de los guerreros espaciales seleccionables. Mantiene todos sus ataques del juego anterior . Además se introduce a Hanako como su compañera y equivalente para el segundo jugador. En el arte del juego Penatrou aparece vestido con un traje de guerra y una ametralladora, aunque el sprite dentro del juego sigue siendo el de un simpático pingüinito. Penta y Penguette aparecen tras derrotar al jefe del nivel de la luna. El jefe final del videojuego es Pentaro X, un enorme pingüino metálico color plateado de proporciones realistas que va equipado con poderosas armas.

- Jikkyou Oshaberi Parodius (1995 - SNES, Saturn, PSone): Pentaro aparece junto con Hanako como uno de los guerreros espaciales seleccionables, manteniendo todos sus ataques clásicos.

- Sexy Parodius (1996 - Arcade, Saturn, PSone, PSP): Pentaro se retira de la acción y asume el rol de secretario de la agencia de Takosuke, encargándose de las labores de oficina. Debido a esto, Pentarou y Hanako ya no están como personajes seleccionables, aunque son reemplazados por pingüinos con habilidades similares llamados Ivan y Tobi.

- Paro Wars (1997 - PlayStation): Este juegode estrategia por turnos transcure 50 años después de terminada la "segunda gran guerra del mundo Parodius". Pentarou ahora es el líder de su propio territorio, "La Alianza Penta", y posee un ejército de pingüinos que salen a la guerra en contra de las fuerzas de territorios enemigos para ganar la "tercera gran guerra del mundo Parodius".

### En otros videojuegos
- Nemesis 2 (1987 - MSX): Un secreto del juego permite cambiar a la nave del jugador por Penta si se inserta el juego Penguin Adventure en la segunda ranura. Algo muy curioso es que los "Options" se convierten en mini-pingüinos y los "Power-Ups" en pescados. Ambos conceptos e incluso los mismos sprites se usarían luego cuando Penguin apareció en el primer Parodius un año más tarde. Por esto es muy probable que este cameo haya influenciado a la creación de Parodius.[11][12]

- Konami no Uranai Sensation (1988 - MSX2): Un juego de adivinación en donde aparecen un hada y Penta como los adivinos.[13]

- Hai no Majutsushi (1989 - MSX): Un videojuego de mahjong protagonizado por distintas estrellas de Konami. Penta aparece como uno de los personajes seleccionables.

- Airforce Delta Strike (2004 - PS2): Penta aparece como una de las naves seleccionables secretas. Para desbloquearla hay que ver todas las escenas de ending del juego. Penta aquí aparece piloteando un pequeño avión tal y como lo hacía en el juego Yume Penguin Monogatari de Famicom.[14]

- Konami Wai Wai World (2006 - Móvil): Aunque Penta solo tenía un cameo en la versión original, cuando este juego fue portado a teléfonos celulares se lo agregó como uno de los personajes seleccionables en reemplazo de King Kong, ya que Konami perdió la licencia sobre este último. Penta ataca dando golpes con su aleta y tiene el ataque especial de arrojar bloques de hielo.[15]

- Otomedius (2007 - Xbox 360): El ejército de pingüinos enemigos de Parodius regresa en este juego. A lo largo de los niveles aparecen gran cantidad de estos pingüinos azules atacando el jugador.

- Elebits: The Adventures of Kai and Zero (2008 - Nintendo DS): Entre las criaturas del juego aparece un pingüino que podría estar inspirado en Pentarou.[16]

- New International Track & Field (2008 - Nintendo DS): Un juego de deportes olímpicos en donde Pentarou aparece como un personaje seleccionable para competir en los distintos eventos.

- Krazy Kart Racing (2009 - iOS): Juego de carreras de karting en donde Pentarou es uno de los corredores.

- Otomedius Excellent (2011 - Xbox 360): Los pingüinos enemigos de Parodius aparecen en grandes cantidades en el nivel "EX Stage 1".

- Monster Retsuden ORECA BATTLE (2012 - Arcade): Un Arcade japonés de batalla de monstruos estilo RPG, en donde el jugador introduce trading-cards de monstruos para hacerlos pelear. Uno de los monstruos incluidos es Penta, este es un pingüino enano y con bigotes, disfrazado como pirata.[17]

### Apariciones menores
Pentarou aparece como una mascota de Konami o haciendo un cameo en los siguientes juegos:
- Konami's Ping Pong (1985 - Arcade): Penta aparece como la mascota de Konami, en la pantalla de título. También aparece entre los espectadores de la tribuna.

- Stinger (1986 - Famicom): Pentarou aparece como un ítem secreto que otorga 1000 puntos.[18]

- Game Master (1986 - MSX): Penta es la mascota de Konami que aparece en la pantalla principal.[19]

- Exciting Soccer: Konami Cup (1988 - FDS)

- Game Master 2 (1988 - MSX 2): Penta es la mascota de Konami, aparece en la pantalla principal.

- Konami Wai Wai World (1988 - Famicom): Penta tiene un cameo como el operador de la máquina de teletransportación del Dr. Cinnamon.

- Ganbare Goemon 2 (1989 - Famicom): Penta hace un cameo como un enemigo si el jugador compra el cartucho en la tienda de videojuegos del Nivel 5.
- Ganbare Pennant Race (1989 - Famicom): ?[cita requerida]

- Wai Wai World 2: SOS!! Paseri Jou (1991 - Famicom): Pentarou aparece en algunas pantallas de "nivel completado".

- Hexion (1992 - Arcade): Videojuego de puzle de acción en donde se puede ver a Penta durmiendo cuando el segundo jugador está inactivo.[20]

- Violent Storm (1993 - Arcade): En el Nivel 7 aparece en el escenario una máquina Arcade con la imagen de Pentarou.

- Twinbee PARADISE in Donburishima (1998 - PC):

- Konami Krazy Racers (2001 - GBA): Penta aparece como mascota de Konami en distintas pantallas de selección del juego.

- Frogger's Journey: The Forgotten Relic (2003 - GBA): ?[cita requerida]

- Frogger: Ancient Shadow (2005 - Xbox, PS2, GameCube): Pentarou aparece como un vendedor que viste una ropa de comerciante estilo africano. Se cambia de Nombre como Mohan que fue interpretada por Trevor Devall.[21]

- The Bishi Bashi (2009 - Arcade): Uno de los minijuegos presenta una máquina de garra mecánica en donde se pueden sacar muñecos de Pentarou.[22]

## En otros productos de Konami
- South Pole (1990 - Juego Electrónico LCD): Un juego LCD portátil hecho por Konami basado en Antartic Adventure. El protagonista Penta recorre el hielo esquivando osos polares y leones marinos. Existen versiones japonesa y americana.[23][24]

- Wai Wai Bingo (1993 - Arcade): Juego de Bingo para Arcade presentada por los personajes de Konami, Incluyendo a Pentarou.

- Wai Wai Jockey (1995 - Arcade): Juego de Jockey para Arcade presentada por los personajes de Konami, Pentarou fue el personaje.

- Super Fisherman Penta (1995 - Arcade): Juego mecánico para Arcades que tiene como protagonista a Penta tratando de pescar.[25][26]

- Dobochan (1996 - Medal Game): Pentarou aparece como sentado en carnada.

- Wai Wai Poker (1997 - Juego de Medalla): Un juego de póquer de la máquina presentada por los personajes de Konami. Pentarou es uno de los personajes que aparece la carta.

- Little Pirates (1998 - Pachinko): Pentarou aparece en el decorado de la máquina junto con el pingüino pirata de Parodius Da!.[27]

- CR Parodius Da!/Parodius da! EX (2000 - Pachinko): Pentarou aparece en el decorado de la máquina y en los vídeos.[28][29]

- Hie Hie Penta: Ice Cream Catcher (2001 - Merchandiser): Una máquina Arcade decorada con imágenes de Penta que permite al jugador la oportunidad de jugar para atrapar y llevarse una gran cantidad de helados.[30]

- CR Saikoro Tin Douty (2004 - Pachinko)[31]

- CR Gokujo Parodius! (2006 - Pachinko): Pentarou aparece en los vídeos del juego, junto a Penguette, como uno de los personajes principales.

- Gokuraku Parodius (2010 - Pachislot): Pentarou aparece en los vídeos del juego como uno de los personajes principales.

- Gokkan Hie Hie Penta (2019 - Merchandiser) Otra máquina Arcade decorado con imágenes de Penta que está de regreso.[32]

## Otros Medios
- Yume Tairiku Adobenchā: Penta no daibōken Korokorokokoro no Penko-hime (2006 - manga digital): Manga distribuido para celulares que cuenta los eventos de Penguin Adventure, se presenta a Pentarou.[33]

- Otomedius Another Dimension (2007 - manga digital): Manga distribuido para celulares que cuenta los eventos de Otomedius, los pingüinos se aparece a la raza de Penta.

## Curiosidades
- En sus primeros juegos, Pentarou aparecía de color negro, aunque en las portadas ya se lo mostraba de color azul.

- En el anime Ganbare Goemon: Jigen Jou No Akumu, basado en la saga Ganbare Goemon de Konami, en una escena se puede ver a los protagonistas Goemon y Ebisumaru jugando al juego Antarctic Adventure en su consola Famicom.